# Lijst van betwiste gebieden
Dit is een lijst van betwiste gebieden, gebieden waarover territoriaal dispuut bestaat tussen staten. Strijd of betwisting door separatistische of irredentistische bewegingen is niet opgenomen; zie daarvoor Lijst van gebieden met separatistische of irredentistische bewegingen. Ook betwiste territoriale wateren zijn niet opgenomen.

## Afbakening en verantwoording
De lijst behandelt conflicten tussen staten die onafhankelijk zijn en enige erkenning genieten, hetzij de jure (onherroepelijk) of de facto. Zo is bijvoorbeeld Somaliland opgenomen, hoewel dit land de jure geen enkele erkenning heeft. Verder worden slechts gebieden behandeld die anno 2024 of ruwweg in de afgelopen vijf jaar betwist zijn.
Waar gebieden betwist worden, wordt vaak ook de waarheid betwist, evenals de correctheid van de berichtgeving en de achterliggende intenties. Zo mogelijk wordt de berichtgeving van internationale organisaties gebruikt, of anders berichten met duiding door internationale media.

## Betwiste gebieden

### Afrika
| Gebied                                                       | Besturende landen                | Andere claimende landen  | Opmerkingen |
| ------------------------------------------------------------ | -------------------------------- | ------------------------ | --- |
| Abyei, Heglig, Jodha, Kafia Kingi en Kaka                    | Soedan                           | Zuid-Soedan              | Langs de gehele grens tussen beide landen zijn er een vijftal betwiste gebieden. In het centrale deel is Abyei een olierijke regio, die in mei 2011 vlak voor de onafhankelijkheid van Zuid-Soedan door Soedanese troepen werd bezet. In het gebied is de VN-vredesmacht UNISFA actief. Ook het plaatsje Heglig en de mineraalrijke regio Kafia Kingi worden door Zuid-Soedan geclaimd, maar staan onder Soedanese controle. De locaties kennen geregeld gewapende confrontaties. |
| Al-Fashaga                                                   | Soedan                           | Ethiopië                 | Al-Fashaga is een vruchtbaar gebied, dat door zowel Soedan als Ethiopië wordt opgeëist. Het wordt feitelijk gecontroleerd door Soedan, maar Ethiopische landbouwers mochten er blijven volgens een overeenkomst uit 2008. Het door Soedan sluiten van de grens en verdrijven van de Ethiopiërs uit Al-Fashaga in december 2020 leidde tot spanningen tussen beide landen. |
| Banc du Geysir en Glorieuzen                                 | Frankrijk                        | Madagaskar Comoren       | Frankrijk beschouwt het rif Banc du Geysir en de eilandengroep Glorieuzen als onderdeel van de Verspreide Eilanden in de Indische Oceaan, een district van de Franse Zuidelijke Gebieden. De gebieden liggen ten noordwesten van Madagascar en worden door de Comoren en Madagascar geclaimd. In 2021 bestempelde Frankrijk het maritieme gebied rond de Glorieuzen tot aan Banc du Geysir tot beschermd natuurgebied. |
| Bassas da India, Europa en Juan de Nova                      | Frankrijk                        | Madagaskar               | Deze gebieden in de Straat van Mozambique worden door Frankrijk bestuurd als onderdeel van de Verspreide Eilanden in de Indische Oceaan, een district van de Franse Zuidelijke Gebieden en worden door Madagascar geclaimd. |
| Tromelin                                                     | Frankrijk                        | Madagaskar Mauritius     | Eiland in de Indische Oceaan dat onderdeel is van de Franse Zuidelijke Gebieden. Het wordt geclaimd door Madagascar en Mauritius. |
| Mayotte                                                      | Frankrijk                        | Comoren                  | Mayotte wordt bestuurd als een Frans overzees departement. De Comoren claimen het eiland dat in 1974 losgetrokken werd van de Comoren toen dat onafhankelijk werd na een referendum. Mayotte stemde in dat referendum tegen de onafhankelijkheid. De Comoren hebben deze uitleg aan het referendum nooit erkend en de Verenigde Naties noemden het lostrekken van Mayotte destijds in strijd met het internationaal recht. |
| Chagosarchipel                                               | Verenigd Koninkrijk              | Mauritius Seychellen     | Eilandengroep in de Indische Oceaan, die bestuurd wordt door het Verenigd Koninkrijk als onderdeel van het Brits Indische Oceaanterritorium. Na een uitspraak van het Internationaal Gerechtshof in 2019 dat het Britse gezag in strijd was met internationaal recht, werden gesprekken gevoerd over overdracht. Begin 2023 eisten Chagossianen in de Seychellen, de inheemse bevolkingsgroep die in de jaren 1960 en 1970 gedeporteerd waren, onderdeel te zijn van deze gesprekken. |
| Doumeira en Ras Doumeira                                     |                                  | Eritrea Djibouti         | Onenigheid over de grens tussen Eritrea en Djibouti op het schiereiland Ras Doumeira en het eiland Doumeira in de Bab el Mandeb-zeestraat zorgde in 2008 voor het Djiboutisch-Eritrees Grensconflict. Tussen 2010 en 2017 hield een Qatarese vredesmacht toezicht over het betwiste gebied. Na het Qatarese vertrek liepen de spanningen op en vroeg Djibouti de VN om te bemiddelen in een oplossing van het dispuut. |
| Hala'ib-driehoek en Bir Tawil                                | Egypte                           | Soedan                   | Egypte houdt als grens tussen beide landen de 22e breedtegraad aan, terwijl Soedan zich houdt aan de in 1902 vastgelegde grens. De Hala'ib-driehoek is het overlappende gebied van beide claims. De driehoek stond aanvankelijk onder gezamenlijk bestuur, maar wordt sinds midden jaren 1990 volledig door Egypte gecontroleerd. Het veel kleinere Bir Tawil ligt ten zuiden van de 22e breedtegraad en wordt daardoor niet door Egypte geclaimd, maar ligt volgens de grens van 1902 niet aan de Soedanese, maar aan de Egyptische kant van de grens. Bir Tawil valt hierdoor buiten het geclaimde grondgebied van beide landen en is in feite een niemandsland. |
| Ilemi-driehoek                                               | Kenia                            | Zuid-Soedan              | De ligging van de Zuid-Soedanese-Keniaanse grens in de Ilemi-driehoek is omstreden als gevolg van onduidelijkheden in verdragen uit de koloniale tijd. De driehoek staat onder Keniaanse controle. Ethiopische stammen maken ook gebruik van het gebied, maar de Ethiopische regering heeft het gebied nooit officieel geclaimd. |
| KaNgwane, Ngavuma en Nsikasi                                 | Zuid-Afrika                      | Swaziland                | Swaziland claimt drie gebieden in Zuid-Afrika, allen voormalige Swazi thuislanden die nu een onderdeel zijn van de Zuid-Afrikaanse provincies Mpumalanga and KwaZoeloe-Natal. Het gebied KaNgwane is een zone van ongeveer 40 kilometer breed ten westen en noorden van Swaziland langs de Mozambikaanse greens. Ngavuma is een gebied van ruim 50 bij 75 kilometer vanaf de oostelijke grens met Zuid-Afrika naar de kust van de Indische Oceaan en zou het land zeetoegang versachaffen. Het derde gebied, Nsikasi van 65 bij 30 kilometer, ligt los van Swaziland in de Zuid-Afrikaanse provincie Mpumalanga. |
| Diverse eilanden in de rivier de Kongo                       | Congo-Kinshasa Congo-Brazzaville |                          | De exacte ligging van de grens in de rivier is niet bepaald, waarbij er een reeks aan eilanden betwist worden. |
| Koualou                                                      |                                  | Burkina Faso Benin       | Grens tussen beide landen is over een lengte van ongeveer tien kilometer betwist, met als inzet de controle over de grensplaats Koualou en een driehoekig territorium bij het drielandenpunt met Togo. Geen van beide landen oefenen echter feitelijk gezag uit over de plaats, dat mede hierdoor een smokkelvrijplaats is geworden. In recente jaren is er islamitische terreur en hebben jihadistische militanten van JNIM de controle over de grensoverschrijdende weg. |
| Grensgebied Northern Province (Zambia) en Tanganyika (Congo) | Congo-Kinshasa Zambia            |                          | De grens tussen beide landen in het 205 kilometer lange segment Tanganyikameer - Mwerumeer is nooit gedemarkeerd, waarbij er een verschil van mening is over de loop ervan. In 2021 spraken de landen af de grens te gaan bepalen. Eerder was er sprake van gewapende incidenten over en weer. |
| Malawimeer                                                   | Malawi                           | Tanzania                 | Zie ook grenzen in Malawimeer. Tanzania claimt dat de grens door het midden van het meer loopt, terwijl Malawi claimt dat het gehele meer, met uitzondering van het deel dat bij Mozambique hoort, toebehoort aan Malawi op basis van een verdrag uit 1890. Het gebied wordt feitelijk beheerst door Malawi, met uitzondering van twee eilanden in de Mbamba Bay die door Tanzania worden gecontroleerd. In het gebied is aardolie aanwezig. |
| Mbañie, Cocotiers en Congas                                  |                                  | Gabon Equatoriaal-Guinea | Drie eilanden in de Baai van Corisco die door beide landen betwist worden. In 2016 kwamen de landen overeen het dispuut voor te laten komen bij het Internationaal Gerechtshof, die de zaak in 2021 in behandeling nam toen de overeenkomst in werking was getreden. |
| Grens demarcatie                                             | Kameroen Equatoriaal-Guinea      |                          | De grens tussen beide landen is niet gedemarkeerd wat leidt tot conflict over de precieze loop er van en de aanwezigheid van handhavers. Beide landen hebben afgesproken grensafspraken te maken. |
| Diverse dorpen aan de rivier de Okpara                       | Benin Nigeria                    |                          | De grens tussen beide landen is over een segment van circa 180 kilometer langs de Okpara-rivier niet goed gedocumenteerd, en er is verschil van mening over de status van een aantal dorpen. |
| Noordelijke helft Oranjerivier                               | Namibië                          | Zuid-Afrika              | Zuid-Afrika claimt dat de 600 kilometer lange grens langs de Oranjerivier niet door het midden van de rivier loopt maar aan de noordoever. Zuid-Afrika baseert zich op een Brits-Duits verdrag uit 1890, destijds heersers over respectievelijk Zuid-Afrika en Namibië, waarin de grensdemarcatie werd gesteld op de noordoever bij een hoogwaterstand. |
| Plazas de soberanía                                          | Spanje                           | Marokko                  | De Plazas de soberanía bestaan uit Ceuta, Melilla en enkele kleine eilanden. De gebieden vallen onder Spaans bestuur. In 2002 bezette Marokko het Peterselie-eiland, waarna Spanje hardhandig ingreep en haar autoriteit liet gelden. |
| Semliki riviermonding in Albertmeer                          | Congo-Kinshasa                   | Oeganda                  | De monding van de Semliki-rivier in het Albertmeer is door de jaren heen naar het noorden verschoven, waardoor er een dispuut is ontstaan over de grens, die door de rivier gevormd werd. In 2007 braken er gevechten uit om eiland Rukwanzi, vlak bij de kust tussen de oude en nieuwe monding, en verplaatsen Congolese troepen grensdemarcatie Oegandees territorium in. De rijke viswateren maar ook olie onder de grond zijn drijvende factoren achter het dispuut. |
| Sabanerwa                                                    | Rwanda Burundi                   |                          | Een gebied van 2 km² van Sabanerwa in de Rukurazi Valley op de grens van Rwanda en Burundi. Het conflict ontstond in 1965 toen hevige regenval ervoor zorgde dat de loop van de rivier de Akanyaru werd gewijzigd. Sinds 2007 claimen beide landen Sabanerwa en in 2017 speelde het conflict weer op. |
| Socotra                                                      | Verenigde Arabische Emiraten     | Jemen                    | De strategisch gelegen Socrota-archipel bij de entree van de Golf van Aden en formeel onderdeel van Jemen werd eerder bestuurd door Jemen. Na de uitbraak van de Jemenitische Burgeroorlog in 2015 nam de invloed en inmenging van de Verenigde Arabische Emiraten op Socrota toe. Eerst met soft power-beleid (investeringen in lokale maatschappij) en daarna militaire presentie, tegen de wil van de centrale regering van Jemen. De VAE lieten de Zuidelijke Transitionele Raad, een Jemenitische afscheidingsbeweging, de lokale Jemenitische autoriteiten verjagen, waarbij het feitelijk zelf het gebied controleert. De Emiraten vliegen sindsdien zonder toestemming van Jemen jaarlijks duizenden toeristen naar het hoofdeiland van de archipel. Somalië legt geen claim op de eilandengroep, maar claimt sinds 2014 in haar noordelijke wateren een exclusieve economische zone (200 zeemijl) waarbinnen Socotra valt. Jemen protesteerde hiertegen, omdat dit overlapt met de EEZ die zij zelf claimen. |
| Grens bij Wano in het district Moyo                          | Oeganda Zuid-Soedan              |                          | Het gezag over het oorspronkelijk Soedanese dorp Wano wordt door Oeganda en Zuid-Soedan betwist en bestond al voordat Zuid-Soedan in 2011 als staat werd opgericht. In 2014 leidde de twist tot twintig Oegandese en Zuid-Soedanese doden, nadat Oegandese volkstelling ambtenaren het dorp wilden betreden en daarop gearresteerd werden door Zuid-Soedanese ordetroepen. |

### Azië

Door Taiwan grondwettelijk geclaimde gebieden

| Gebied                                                                                                   | Besturende landen                               | Andere claimende landen      | Opmerkingen |
| --- | ----------------------------------------------- | ---------------------------- | --- |
| Abu Musa en de Tunbeilanden                                                                              | Iran                                            | Verenigde Arabische Emiraten | Zie Abu Musa |
| Arunachal Pradesh                                                                                        | India                                           | China                        | Zie Arunachal Pradesh |
| Ashmore- en Cartiereilanden                                                                              | Australië                                       | Indonesië                    | Indonesië beweert dat de eilanden, in het Indonesisch bekend als Kepulauan Pasir, voor het eerst werden ontdekt en bewoond door lokale vissers van de Kleine Soenda-eilanden, die toen deel uitmaakten van Nederlands-Indië. Australië claimt de eilanden op basis van een overeenkomst met Indonesië in 1974. Het stelt dat de eilanden in 1878 door de Britten zijn opgeëist, en dat Australië op deze wijze de eilanden erfde. Er zouden geen bewijzen zijn dat Nederland of Nederlands-Indië de eilanden hebben geclaimd voordat de Britten dat deden. |
| Delen van het district Haa (west-Bhutan) (Doklam, Sinchulumpa, Dramana en Shakhartoe)                    | Bhutan                                          | China                        | Een aaneengesloten gebied van circa 269 km² in Bhutan dat China claimt en Doklam (89 km²), Sinchulumpa (42 km²) en Dramana-Shakhartoe (138 km²) van het west-Bhutanese district Haa omvat. Het betwiste gebied staat sinds de bilaterale grensbesprekingen in 1984 begonnen op de agenda. Met name Doklam dat bij het drielandenpunt China-India-Bhutan ligt leidde tot oplopende spanningen, en de zomer van 2017 tot een twee maanden durende patstelling tussen Chinese en Indiase militairen nadat Chinese troepen een weg begonnen te bouwen in Doklam. China heeft in het betwiste grensgebied diverse infrastructuur en nederzettingen gebouwd. Het beschouwd Doklam als hoogst strategisch in de regionale machtsbalans met India, omdat vanaf deze hoogte de belangrijke Indiase Siliguri Corridor in bereik ligt. |
| Pasamlung en Jakarlung (noord-Bhutan)                                                                    | Bhutan                                          | China                        | China maakt aanspraken op Pasamlung en Jakarlung, twee valleien in het noorden van Bhutan gelegen aan het zogeheten centrale deel van de Chinese grens, met een totale oppervlakte van 495 km². China deed Bhutan eind jaren 1990 een aanbod tijdens de bilaterale gesprekken over de grensdemarcatie, waarbij het afzag van claims op Pasamlung en Jakarlung maar in ruil daarvoor vroeg het Bhutan afstand te doen van Doklam, Sinchulumpa, Dramana en Shakhartoe in het westelijke Haa district die China tevens claimde. Bhutan stemde daar in eerste instantie informeel mee in, maar zag in 2001 uiteindelijk van deze deal af. |
| Sakteng (oost-Bhutan)                                                                                    | Bhutan                                          | China                        | Sinds 2020 maakt China hernieuwde aanspraken op een gebied in het oosten van Bhutan, met name het Sakteng Wildlife Sanctuary met een oppervlakte van 742 km². China verraste daarmee Bhutan, omdat het onderwerp sinds 1984 in tientallen gespreksronden en een algemene overeenkomst uit 1998 om te komen tot grensafspraken niet ter sprake was gekomen. De claim is opvallend temeer het gebied geen directe grens heeft met China. Het grenst echter aan het district Tawang in de Indiase deelstaat Arunachal Pradesh dat China claimt en in 2020 het centrum was van een oplopend conflict met India. China stelde na Bhutanese protesten dat "de grens tussen China en Bhutan nooit is afgebakend. Er zijn al lange tijd geschillen over de oostelijke, centrale en westelijke delen".                               |
| Kula Kangri en omgeving                                                                                  | China                                           | Bhutan                       | Een gebied van circa 400 km², ten noorden van het centrale deel van de de facto Bhutaans-Chinese grens. Bhutan deed medio 2009 feitelijk afstand van de claim door te kennen te geven dat het de claim eerder baseerde op verkeerde kaarten. Het ging om het gebied vanaf de 7528 meter hoge Kula Kangri, eerder beschouwd als de hoogste berg van Bhutan, naar het westen en zuidwesten tot de Bhutaanse grens. Deze berg ligt circa 20 kilometer van de Bhutaans-Chinese grens. |
| Bhutaanse enclaves in Tibet: (Tarchen, Khangri, Tsekhor, Diraphu, Dzong Tuphu, Jangche, Chakip en Kocha) | China                                           | Bhutan                       | Deze acht enclaves werden historisch door Bhutan bestuurd, maar worden sinds de communistisch Chinese verovering van Tibet in de jaren 1950 feitelijk door de Chinese Volksrepubliek bezet en bestuurd. Bhutan claimt de soevereiniteit over deze gebieden, waarbij India in 1959 deze boodschap aan de Chinese autoriteiten overbracht. De enclaves zijn onderdeel van de gesprekken die de twee landen sinds 1984 voeren over grensdemarcatie. Het centrum van deze enclaves, Tarchen, ligt aan de zuidelijke voet van de Tibetaanse heilige berg Kailash, 870 kilometer ten westen van Bhutan. |
| Muhuri char                                                                                              | India Bangladesh                                |                              | Zie Muhuri. De in 2015 overeengekomen Landgrensovereenkomst tussen beide landen, die het dispuut over meer dan 100 enclaves over en weer bezegelde, had een één open einde: een eilandje (char) in de Muhuri rivier. |
| Demchok, Chumar, Kaurik, Shipki Pass, Jadh en Lapthal                                                    | China India                                     |                              | Betwist gebied in de Indiaas-Chinese grenssector tussen Aksai Chin en Nepal. Staat geheel onder controle van India, op een groot deel van Demchok na. |
| Doi Lang                                                                                                 | Thailand                                        | Myanmar                      | Thailand bezette in 1987 een deel van het Burmese district Mong Hsat (Doi Lang voor Thailand) in de Shan staat, en weigert hierover onderhandelingen in het kader van de lopende grensdemarcatieoverleggen. |
| Diverse gebieden in de Ferganavallei                                                                     | Kazachstan Tadzjikistan Oezbekistan             |                              | Conflict tussen beide landen over de loop van grenzen in de Ferganavallei. |
| Golanhoogvlakte                                                                                          | Israël                                          | Syrië                        | Syrisch territorium dat tijdens de Zesdaagse Oorlog van 1967 door Israël bezet werd. |
| Hatay | Turkije                                         | Syrië                        | Het gebied was autonoom tijdens de Franse bezetting van Syrië. In 1939 werd het geannexeerd door Turkije, wat Syrië officieel nooit heeft erkend. Het heeft zich echter feitelijk bij de annexatie neergelegd en heeft er geen actieve claim op lopen, afgezien van incidentele politieke retoriek. |
| Isfaravallei                                                                                             | Kirgizië                                        | Tadzjikistan                 | Het geschil gaat voornamelijk over de verdeling van waterbronnen in het gebied. |
| Jammu en Kasjmir, Shaksgam, Siachengletsjer, de Saltorobergen en Aksai Chin                              | India Pakistan China                            |                              | India en Pakistan claimen Kasjmir en besturen elk ook een deel van het gebied. Aksai Chin wordt bestuurd door China en geclaimd door India. De Siachengletsjer en de Saltorobergen worden betwist tussen India en Pakistan. |
| Kachchatheevu                                                                                            | Sri Lanka                                       | India                        | In 1974 bereikten India en Sri Lanka een overeenkomst waarbij het kleine eiland aan Sri Lanka werd gegund. Dit werd gecompleteerd met een zeegrens verdrag in 1976. Het parlement van de Zuid-Indiase deelstaat Tamil Nadu nam jaren later resoluties aan die opriepen het eiland terug te krijgen, en brachten de overeenkomsten uit 1974 en 1976 voor het Hooggerechtshof als onconstitutioneel. Dit had geen effect op de nationale autoriteiten, die geen nieuwe claim legden. |
| Gebied rondom de rivieren Kalapani en Susta                                                              | India                                           | Nepal                        | Feitelijk door India gecontroleerde gebieden, door Nepal geclaimd en onderdeel van gesprekken tussen beide partijen over gresndemarcatie. |
| Gehele grens tussen Pakistan en Afghanistan                                                              | Pakistan                                        | Afghanistan                  | Afghanistan erkent de Durandlijn uit 1893 niet. Sinds de Taliban-overname van Afghanistan in 2021 heeft dit tot gewelddadige acties tegen de Pakistaanse grens geleid. |
| Het zuidelijke deel van de Koerilen                                                                      | Rusland                                         | Japan                        | Zie Koerilen |
| Korea | Noord-Korea Zuid-Korea                          |                              | Noord- en Zuid-Korea erkennen elkaar niet en claimen beiden het gehele Koreaanse schiereiland. |
| Rotsen van Liancourt (Dokdo/Takeshima)                                                                   | Zuid-Korea                                      | Noord-Korea Japan            | Korea bezette de eilanden in 1952. Japan legt er een claim op. |
| Musandam                                                                                                 | Oman                                            | Verenigde Arabische Emiraten | De Emiraten hebben geen actieve claim op de exclave van Oman, maar presenteren het met enige regelmaat op kaarten als onderdeel van de VAE, tot ongenoegen van Oman. |
| Grens Oecusse-exclave                                                                                    | Oost-Timor Indonesië                            |                              | Onderhandelingen tussen beide landen om de grensdemarcatie van de Oost-Timorese exclave Oecusse. |
| Paektusan                                                                                                | China Noord-Korea                               | Zuid-Korea                   | Zuid-Korea steunt Noord-Korea in de claim om het hele gebied rond de vulkaan. |
| Tumen-rivier                                                                                             | Rusland Noord-Korea                             | Zuid-Korea                   | Rusland en Noord-Korea hebben een overeenkomst bereikt over het verloop van de 17 kilometer lange grens tussen beide landen in het midden van de Tumen rivier en de verdeling van eilanden in de rivier. Zuid-Korea erkent deze overeenkomst niet. |
| Paraceleilanden                                                                                          | China                                           | Vietnam                      | Zie Paraceleilanden |
| Gebied bij de Preah Vihear Tempel                                                                        | Thailand Cambodja                               |                              | De tempel is in 1962 door het Internationaal Gerechtshof aan Cambodja toegekend, maar over de omliggende gebieden bestaat nog altijd onenigheid. |
| Sabah | Maleisië                                        | Filipijnen                   | De Filipijnen hebben een slapende claim op Sabah op basis van het feit dat het een onderdeel was van het Sultanaat Sulu. |
| Scarborough-rif                                                                                          | Filipijnen                                      | China                        | Zie Scarborough-rif |
| Senkaku-eilanden                                                                                         | Japan                                           | China                        | Zie Senkaku-eilanden. |
| Shebaa-boerderijen                                                                                       | Israël                                          | Syrië Libanon                | Sinds 1967 is dit gebied bezet door Israël en sinds 1981 geannexeerd. |
| Spratly-eilanden                                                                                         | China Vietnam Taiwan Filipijnen Maleisië Brunei |                              | Zie Spratly-eilanden |
| Ukatny, Zhestky en Malozhemchuzny                                                                        | Rusland                                         | Kazachstan                   | Beide landen claimen deze kleine eilanden in het noorden van de Kaspische Zee, waar olie in de grond zit. |
| Grensgebied tussen de Verenigde Arabische Emiraten en Saoedi-Arabië                                      | Verenigde Arabische Emiraten Saoedi-Arabië      |                              | Ondanks het Verdrag van Jeddah (1974) tussen beiden over de grensdemarcatie, kwam de onenigheid over met name de Buraimi Oase in de 21e eeuw weer terug. |
| Zhongsha-eilanden                                                                                        |                                                 | China Vietnam Filipijnen     | Zie Zhongsha-eilanden |

### Europa
| Gebied                                                                  | Besturende landen                     | Andere claimende landen    | Opmerkingen |
| ----------------------------------------------------------------------- | ------------------------------------- | -------------------------- | --- |
| Aibga (Gagra district, Abchazië)                                        | Georgië (de jure) Abchazië (de facto) | Rusland                    | De nederzetting Aibga bestaat uit twee delen aan weerszijden van de rivier Psou die de Russisch-Abchazische/Georgische grens vormt. Rusland heeft eenzijdig het gebied aan de Abchazisch-Georgische kant aan Sotsji (Kraj Krasnodar) toegekend en een voetgangersbrug aangelegd. Zowel Georgië als het de facto afgescheiden Abchazië hebben hier niet mee ingestemd. Het territoriaal dispuut is al zo oud als de Sovjet-Unie, en blokkeert ook Russisch-Abchazische grensdemarcatie.           |
| Akrotiri en Dhekelia                                                    | Verenigd Koninkrijk                   | Cyprus                     | Cyprus eist de twee militaire bases en omliggende gebieden terug van het Verenigd Koninkrijk. |
| Omgeving David Garedzja                                                 | Azerbeidzjan                          | Georgië                    | Groot deel Georgisch-Azerbeidzjaanse grens is niet geformaliseerd. Dispuut spitst zich toe op Georgisch cultureel erfgoed in Azerbeidzjan op en aan de zuidflank van de richel van de berg Oedabno bij het David Garedzja-klooster, met name de aanpalende kloosters Oedabno en Tsjitsjchitoeri. |
| Lori (Armenië) en Achkerpi (Kvemo Kartli, Georgië)                      | Georgië Armenië                       |                            | Onopgelost dispuut over cultureel erfgoed aan beide zijden van de grens. Georgisch-Orthodoxe Kerk claimt vijf kloosters in het Georgisch-Armeense grensgebied, en de Armeens-Apostolische Kerk claimt cultureel erfgoed aan de Georgische kant van de grens. Het dispuut overstijgt de interkerkelijke relaties en heeft geleid tot grensacties van de nationale overheden. |
| Gibraltar                                                               | Verenigd Koninkrijk                   | Spanje                     | Spanje claimt het gebied op basis van de Vrede van Utrecht (1713). |
| De maritieme grens tussen Griekenland en Turkije.                       | Griekenland                           | Turkije                    | Turkije eist een aantal eilanden op in de Egeïsche Zee langs de Turkse kust die het in 1923 had afgestaan met de Vrede van Lausanne. |
| Krim, oblast Cherson, oblast Zaporizja, oblast Donetsk, oblast Loehansk | Rusland                               | Oekraïne                   | Rusland annexeerde de Krim in 2014 en annexeerde de andere vier gebieden formeel in 2022, maar controleert deze slechts gedeeltelijk. |
| Mont Blanc                                                              | Frankrijk Italië                      |                            | Franse autoriteiten en de gemeente Chamonix worden door Italië beschuldigd van schending van Italiaans territorium rond de Mont Blanc en de Gigante gletsjer zoals het eenzijdig verplaatsen van grensdemarcatie naar Italiaans territorium, alsmede eenzijdig afgekondigde toegangsrestricties tot het natuurgebied rond de berg waar ook Italiaanse delen onder vallen. |
| Een gebied rondom de Montalmus                                          | Andorra Spanje                        |                            | Dispuut over grensdemarcatie. |
| Olivenza                                                                | Spanje                                | Portugal                   | Portugal claimt de gemeente Olivenza terug van Spanje. |
| Petsjory                                                                | Rusland                               | Estland                    | Rusland erkende het gebied als onderdeel van Estland bij de Vrede van Tartu in 1920. Na de annexatie van Estland in de Sovjet-Unie werd de grens gewijzigd en bleef Rusland ook na 1991 het gebied besturen. Nadat een overeenkomst uit 2005 door Rusland niet werd geratificeerd vanwege referentie aan het Tartuverdrag, werd in 2014 een nieuw bilateraal akkoord gesloten, waarbij de referentie aan Tartu werd geschrapt. Beide zijden hebben dit verdrag anno 2022 nog niet geratificeerd. |
| Pitsjvni                                                                | Rusland                               | Georgië                    | Tijdens de Tweede Tsjetsjeense Oorlog werden medio begin 2000 enkele km² Georgisch gebied rond de Argoen bij Sjatili door Russische troepen bezet, waaronder de nederzetting Pitsjvni. Deze situatie is sindsdien zo gebleven, waarmee de feitelijke Russische grens minder dan een kilometer ligt van de Georgische weg Sjatili - Moetso. |
| Rockall                                                                 | Verenigd Koninkrijk                   | Ierland Denemarken IJsland | Zie Rockall |
| Sastavci, Međurečje, Strpci en waterkrachtcentrales in de Drina         | Servië                                | Bosnië en Herzegovina      | Een viertal locaties en enclaves zijn nog onderdeel van dispuut over de grens. |
| Sloveens-Kroatisch grensgeschil                                         | Slovenië Kroatië                      |                            | Beide landen waren het oneens over de loop van de grens tussen beide op verschillende locaties, waaronder aan de kust, maar ook in de bergen zoals bij Sveta Gera. Een definitieve arbitrage-uitspraak beslechtte in 2017 het geschil, waarna Slovenië overging tot implementatie, in tegenstelling tot Kroatië dat het er niet mee eens was. Slovenië vroeg om EU-interventie, welk gerechtshof zich hiertoe niet bevoegd achtte.                                                               |
| Veliki Školj en Mali Školj                                              | Kroatië                               | Bosnië en Herzegovina      | Twee eilandjes in de Adriatische Zee bij het uiteinde van het Klekschiereiland die door Kroatië en Bosnië en Herzegovina worden opgeëist. |
| Donau tussen Servië en Kroatië.                                         | Kroatië Servië                        |                            | Onenigheid over de loop van de grens tussen beide landen, langs de Donau. Servië stelt dat de grens over de as van de rivier loopt, Kroatië houdt vast aan de kadastrale gemeentegrenzen. Enkele bekende betwiste stukken grond zijn de riviereilandjes bij de Kroatische steden Vukovar en Šarengrad. |
| Landsgrens in de Dollard                                                | Duitsland Nederland                   |                            | Zie ook Eems-Dollardkwestie. In 1960 overeengekomen dat er geen overeenstemming is. In 2014 werd per verdrag overeenstemming bereikt over een demarcatielijn omwille economische activiteiten, maar over de uiteindelijke grens is geen overeenstemming. |

### Noord-Amerika
Inclusief Midden-Amerika
| Gebied                           | Besturende landen | Andere claimende landen                                             | Opmerkingen |
| -------------------------------- | ----------------- | ------------------------------------------------------------------- | --- |
| Serranilla en Bajo Nuevo         | Colombia          | Verenigde Staten Jamaica (Baja Nuevo) Voormalig: Honduras Nicaragua | Het internationaal gerechtshof oordeelde in 2012 in een zaak door Nicaragua tegen Colombia aangespannen dat de eilanden aan Colombia toebehoren. Nicaragua legde zich neer bij de uitspraak, omdat het meer territoriale wateren kreeg toebedeeld, waar Colombia het niet mee eens was. Honduras had de claim op de eilanden al in 1999 ingetrokken na een overeenkomst met Colombia. De Verenigde Staten houden formeel vast aan hun claim, maar hebben het bestuurlijk gezag van Colombia feitelijk erkend. Jamaica heeft de Colombiaanse soevereiniteit feitelijk maar niet formeel erkend.               |
| Conejo                           | Honduras          | El Salvador                                                         | Internationale arbitrage faalde tot tweemaal (1992 en 2003) het dispuut over het strategisch gelegen eilandje in de Golf van Fonseca te beslechten. Honduras en Nicaragua kwamen in 2021 een demarcatie in de Golf van Fonseca overeen, maar El Salvador en Honduras bleven het anno 2022 oneens over de status van Conejo. |
| Guantanamo Bay                   | Verenigde Staten  | Cuba                                                                | De VS beschouwt zichzelf als een leaser van het gebied met Cubaanse soevereiniteit. Cuba beschouwt het als een illegale Amerikaanse bezetting. |
| Machias Sealeiland en North Rock | Canada            | Verenigde Staten                                                    | Zeggenschap over eiland en rots in de Golf van Maine wordt tussen beide landen betwist. |
| Navassa                          | Verenigde Staten  | Haïti                                                               | De VS verkreeg dit eiland in 1856 voor de winning van guano. Haïti claimt dit eiland sindsdien, wat het formeel nog steeds doet maar het in de praktijk laat rusten. |
| Sapodilla Cayes                  | Belize            | Guatemala Honduras                                                  | Op 17 november 2022 heeft Belize bij het Internationaal Gerechtshof in Den Haag een zaak ingediend tegen Honduras over de soevereiniteit over de onbewoonde atollen in de Golf van Honduras. Het heeft het hof verzocht "te oordelen en te verklaren dat tussen Belize en Honduras, Belize soeverein is over de Sapodilla Cayes". Naast Honduras claimt ook Guatemala de eilanden. |
| Zuiden van Belize                | Belize            | Guatemala                                                           | Al sinds de onafhankelijkheid van Belize claimt Guatemala het territorium van het land. In recente jaren claimt Guatemala met name het zuidelijke deel van Belize ten zuiden van de rivier Sibun, ongeveer 53% van het land. In 2018 en 2019 stemde de bevolking in beide landen per referendum ermee in om de zaak voor het Internationaal Gerechtshof te beslechten. Het Internationaal Gerechtshof heeft de zaak geaccepteerd en in behandeling genomen. Guatemala diende bij het Internationaal Gerechtshof in december 2020 extra territoriale eisen in, maar deze konden niet openbaar worden gemaakt. |

### Zuid-Amerika
| Gebied                                                              | Besturende landen   | Andere claimende landen | Opmerkingen |
| ------------------------------------------------------------------- | ------------------- | ----------------------- | --- |
| Niet gespecificeerd                                                 | Chili               | Bolivia                 | Bolivia claimt een soevereine toegang tot de zee, die verloren ging in de Salpeteroorlog van 1879. Het Internationaal Gerechtshof in Den Haag stelde in een definitieve en bindende uitspraak in 2018 dat Chili geen internationaalrechtelijke verplichting heeft hierover te onderhandelen. |
| Ankoko                                                              | Venezuela           | Guyana                  | Guyana in 2018 via het Internationaal Gerechtshof in Den Haag verzocht Venezuela de opdracht te geven dit eiland in de grensrivier Cuyuni te verlaten, op basis van een grensverdrag uit 1899. Anno 2023 is de zaak in een afrondende fase.                                                  |
| Guyana ten westen van de Essequibo                                  | Guyana              | Venezuela               | Zie hierboven. Guyana heeft in dezelfde arbitragezaak ook om een uitspraak gevraagd omtrent het gebied ten westen van de Essequibo, in lijn met het grensverdrag uit 1899. |
| Ilha Brasileira en Arroyo de la Invernada (Vila Albornoz))          | Brazilië            | Uruguay                 | Twee gebieden in het grensgebied met een zachte claim van Uruguay. |
| Falklandeilanden (Islas Malvinas)                                   | Verenigd Koninkrijk | Argentinië              | Beide landen vochten in 1982 de Falklandoorlog uit. |
| Zuid-Georgia en de Zuidelijke Sandwicheilanden                      | Verenigd Koninkrijk | Argentinië              | Net als de Falklands claimt Argentinië deze eilandengroep. |
| Frans-Guyana tussen de Litani en de bovenloop van de Marowijne      | Frankrijk           | Suriname                | |
| Tigri-gebied of New River Triangle in de bovenloop van de Corantijn | Guyana              | Suriname                | Sinds 1871 betwist. In 1969 liep het conflict hoog op en sindsdien wordt het Tigri-gebied vanuit Guyana bestuurd. |
| Isla Suárez (Ilha de Guajará-Mirim)                                 | Bolivia             | Brazilië                | Eiland in de Rio Mamoré die de grens vormt tussen Bolivia en Brazilië. Al in de 19e eeuw deed Bolivia formeel afstand van het eiland, maar liet in een grensovereenkomst in 1958 alsnog de deur open aanspraak te kunnen maken, waar het feitelijk niks mee heeft gedaan.                    |
| Gletsjer van Zuid-Patagonië tussen Monte Fitz Roy en Cerro Daudet   | Argentinië Chili    |                         | Een deel van de grens is niet gedefinieerd. |

### Oceanië
| Gebied                   | Besturende landen | Andere claimende landen | Opmerkingen |
| ------------------------ | ----------------- | ----------------------- | --- |
| Matthew- en Huntereiland |                   | Vanuatu Frankrijk       | De twee onbewoonde eilanden worden door zowel Frankrijk (Nieuw-Caledonië) als door Vanuatu geclaimd. |
| Swains (Olohega)         | Verenigde Staten  | Tokelau                 | Nieuw-Zeeland erkende medio 1980 per Verdrag van Tokehaga op basis van maritieme demarcatie feitelijk de Amerikaanse soevereiniteit over Swains, een atol gelegen tussen de eilandengroepen Tokelau, Samoa en Amerikaans-Samoa. In een referendum in 2006 over de staatkundige relatie van Tokelau met Nieuw-Zeeland, waar het een afhankelijk gebied van is, werd aan het eiland gerefereerd als onderdeel van Tokelau. Bij een herhalingsreferendum in 2007 werd benadrukt dat Tokelau de claim zal doorzetten als het referendum zou worden aangenomen. |
| Wake                     | Verenigde Staten  | Marshalleilanden        | Marshalleilanden claimt het Amerikaans gecontroleerde atol Wake. Zie ook Wake. |

## Betwiste gebieden tussen erkende staten en andere staten
In onderstaande lijsten zijn gebieden opgenomen die betwist worden tussen erkende staten en staten zonder (ruime) internationale erkenning die het betwiste gebied ook feitelijk controleren. Gebieden die betwist worden door staten die zelf over geen enkel gebied de facto controle hebben, zijn niet opgenomen. Ook gebieden die geclaimd worden door micronaties worden niet in de lijst weergegeven.

### Afrika
| Gebied            | Besturende landen                                        | Andere claimende landen | Opmerkingen |
| ----------------- | -------------------------------------------------------- | ----------------------- | --- |
| Somaliland        | Somaliland                                               | Somalië                 | Sinds 1991 feitelijk afgescheiden van Somalië. Volgt de grenzen van het vroegere protectoraat Brits-Somaliland.                                                                                      |
| Westelijke Sahara | Marokko Sahrawi Arabische Democratische Republiek (SADR) |                         | Voormalige Spaanse kolonie door zowel Marokko als de SADR geclaimd. Beiden controleren een deel van het gebied. Het Front Polisario bestuurt vanuit Algerije het door de SADR gecontroleerde gebied. |

### Azië
| Gebied | Besturende landen | Andere claimende landen | Opmerkingen |
| --- | ----------------- | ----------------------- | --- |
| Gazastrook en Westelijke Jordaanoever                                                                      | Israël Palestina  |                         | Palestina claimt deze gebieden, terwijl Israël de Westelijke Jordaanoever feitelijk bezet houdt en de oprichting van Palestijnse autonome gebieden daar heeft toegestaan en het zich uit de Gazastrook heeft teruggetrokken. Israël noemt de Westelijke Jordaanoever Judea en Samaria.                                                                            |
| Taiwan, de Penghu-eilanden, Kinmen, de Matsu-archipel en de Prataseilanden                                 | Taiwan            | China                   | De Volksrepubliek China claimt alle door de Republiek van China (Taiwan) gecontroleerde gebieden. |
| Vasteland van China, Hainan en andere eilanden die door de Volksrepubliek China gecontroleerd worden.      | China             | Taiwan                  | Taiwan claimt de de jure soevereiniteit over het territorium door de Volksrepubliek China gecontroleerd. Taiwan beschouwt de regering in Peking als illegitiem. Rond 2000 leek Taiwan zich klaar te maken om de claim op Tibet in te trekken, maar deed dat uiteindelijk niet. Binnenlandse commentatoren stellen dat dit de Taiwanese zaak echter goed zou doen. |
| Pamir (zuidelijke deel)                                                                                    | Afghanistan       | Taiwan                  | Taiwan claimt grondwettelijk het maximale territorium van de Qing-dynastie en wat de pre-communistische Republiek China claimde, zie afbeelding. Grensafspraken van de Volksrepubliek China met derde landen erkent Taiwan formeel niet. In de praktijk is dit een papieren claim waar Taiwan niks mee doet.                                                      |
| Oostelijk deel van Bhutan                                                                                  | Bhutan            | Taiwan                  | Taiwan claimt grondwettelijk het maximale territorium van de Qing-dynastie en wat de pre-communistische Republiek China claimde, zie afbeelding. Grensafspraken van de Volksrepubliek China met derde landen erkent Taiwan formeel niet. In de praktijk is dit een papieren claim waar Taiwan niks mee doet.                                                      |
| Groot deel van Arunachal Pradesh                                                                           | Indonesië         | Taiwan                  | Taiwan claimt grondwettelijk het maximale territorium van de Qing-dynastie en wat de pre-communistische Republiek China claimde, zie afbeelding. Grensafspraken van de Volksrepubliek China met derde landen erkent Taiwan formeel niet. In de praktijk is dit een papieren claim waar Taiwan niks mee doet.                                                      |
| Voormalig Chinees territorium in Kazachstan                                                                | Kazachstan        | Taiwan                  | Taiwan claimt grondwettelijk het maximale territorium van de Qing-dynastie en wat de pre-communistische Republiek China claimde, zie afbeelding. Grensafspraken van de Volksrepubliek China met derde landen erkent Taiwan formeel niet. In de praktijk is dit een papieren claim waar Taiwan niks mee doet.                                                      |
| Kachin | Myanmar           | Taiwan                  | Taiwan claimt grondwettelijk het maximale territorium van de Qing-dynastie en wat de pre-communistische Republiek China claimde, zie afbeelding. Grensafspraken van de Volksrepubliek China met derde landen erkent Taiwan formeel niet. In de praktijk is dit een papieren claim waar Taiwan niks mee doet.                                                      |
| Paektusan                                                                                                  | Noord-Korea       | Taiwan                  | Taiwan claimt grondwettelijk het maximale territorium van de Qing-dynastie en wat de pre-communistische Republiek China claimde, zie afbeelding. Grensafspraken van de Volksrepubliek China met derde landen erkent Taiwan formeel niet. In de praktijk is dit een papieren claim waar Taiwan niks mee doet.                                                      |
| Een deel van Gilgit-Baltistan                                                                              | Pakistan          | Taiwan                  | Taiwan claimt grondwettelijk het maximale territorium van de Qing-dynastie en wat de pre-communistische Republiek China claimde, zie afbeelding. Grensafspraken van de Volksrepubliek China met derde landen erkent Taiwan formeel niet. In de praktijk is dit een papieren claim waar Taiwan niks mee doet.                                                      |
| Bolsjoj Oessoeriejski (oostelijke helft), Tuva, Kutuzov en de Vierenzestig dorpen ten oosten van de rivier | Rusland           | Taiwan                  | Taiwan claimt grondwettelijk het maximale territorium van de Qing-dynastie en wat de pre-communistische Republiek China claimde, zie afbeelding. Grensafspraken van de Volksrepubliek China met derde landen erkent Taiwan formeel niet. In de praktijk is dit een papieren claim waar Taiwan niks mee doet.                                                      |
| Pamir (noordelijke en centrale deel)                                                                       | Tadzjikistan      | Taiwan                  | Taiwan claimt grondwettelijk het maximale territorium van de Qing-dynastie en wat de pre-communistische Republiek China claimde, zie afbeelding. Grensafspraken van de Volksrepubliek China met derde landen erkent Taiwan formeel niet. In de praktijk is dit een papieren claim waar Taiwan niks mee doet.                                                      |

### Europa
| Gebied                                                                 | Besturende landen                | Andere claimende landen | Opmerkingen |
| ---------------------------------------------------------------------- | -------------------------------- | ----------------------- | --- |
| Nagorno-Karabach                                                       | Nagorno-Karabach Azerbeidzjan    |                         | Ook bekend onder de naam Republiek Artsach. Sinds 1992 feitelijk afgescheiden van Azerbeidzjan. Vanaf 2020 had de republiek controle over een beperkt deel van het geclaimde territorium en sinds 2023 is het gebied volledig onder controle van Azerbeidzjan.              |
| Abchazië                                                               | Abchazië                         | Georgië                 | Sinds jaren 1990 feitelijk afgescheiden deel van Georgië en sinds 2008 geheel onder Russische militaire controle. |
| Zuid-Ossetië                                                           | Zuid-Ossetië                     | Georgië                 | Sinds 1992 feitelijk afgescheiden deel van Georgië en sinds 2008 geheel onder Russische militaire controle. |
| Noord-Cyprus                                                           | Noord-Cyprus                     | Cyprus                  | Door Turkije bezet deel van Cyprus, in 1983 als republiek uitgeroepen en alleen door Turkije erkend. |
| Grens nabij Strovilia                                                  | Verenigd Koninkrijk Noord-Cyprus | Cyprus                  | Dorp in de oostelijke VN-Bufferzone, nabij de Britse militaire basis Dhekelaia. Een deel van het dorp valt onder feitelijk Noord-Cypriotisch gezag en een deel onder de Britse militaire basis. Cyprus legt een claim op het hele eiland, en derhalve dus ook op Strovilia. |
| Transnistrië                                                           | Transnistrië                     | Moldavië                | Sinds 1990 feitelijk afgescheiden deel van Moldavië, voornamelijk gelegen aan de oostelijke oever van de Dnjestr. |
| Varnita, Copanca en het door Moldavië gecontroleerde deel van Dubăsari | Moldavië                         | Transnistrië            | Plaatsen in het grensgebied van Transnistrië die door Moldavië gecontroleerd worden en waar Transnistrië een claim op legt. |
| Kosovo                                                                 | Kosovo                           | Servië                  | Sinds 2008 onafhankelijk verklaard van Servië maar niet door Servië erkend. |

## Antarctica

Territoriale claims op Antarctica
Argentinië
Australië
Chili
Frankrijk
Nieuw-Zeeland
Noorwegen
Verenigd Koninkrijk
Niet geclaimd

Diverse landen claimen delen van Antarctica. Volgens het Antarctisch Verdrag worden deze claims niet erkend. De claims van Chili, Argentinië en het Verenigd Koninkrijk overlappen elkaar. Het Noorse territorium heeft geen zuidgrens. 
De landen met een claim zijn:
- Argentinië: Argentijns Antarctica
- Australië: Australisch Antarctisch Territorium
- Chili: Chileens Antarctisch Territorium
- Frankrijk: Adélieland
- Nieuw-Zeeland: Ross Dependency
- Noorwegen: Koningin Maudland en Peter I-eiland
- Verenigd Koninkrijk: Brits Antarctisch Territorium

In het verleden hadden Brazilië (1986), Duitsland (1939-1945) en Zuid-Afrika (1963-1994) ook een claim op Antarctica.